# Liga Colombiana de Béisbol Profesional 1987-88
La temporada de la Liga Colombiana de Béisbol Profesional 1987-98 fue la 7° edición de la segunda época de este campeonato disputada del 20 de noviembre de 1987 al 24 de febrero de 1988. Un total de 4 equipos participaron en la competición. 

## Novedades
Ingresó un nuevo equipo llamado Rancheros de Sincelejo siendo además la primera vez que el béisbol profesional llegara a esa ciudad.
Esta fue la única temporada en la historia del béisbol colombiano que no hubo un equipo barranquillero.

## Equipos participantes
| Equipo                 | Fundación | Departamento | Ciudad    | Estadio                   | Capacidad |
| Torices de Cartagena   | 1948      | Bolívar      | Cartagena | Estadio Once de Noviembre | 12 000    |
| Indios de Cartagena    | 1948      | Bolívar      | Cartagena | Estadio Once de Noviembre | 12 000    |
| Vaqueros de Montería   | 1984      | Córdoba      | Montería  | Estadio 18 de Junio       | 11 000    |
| Rancheros de Sincelejo | 1987      | Sucre        | Sincelejo | Estadio 20 de Enero       | 10 000    |

## Temporada regular
Cada equipo disputó un total de 47 a 49 juegos
| Pos | Equipo                 | JG | JP | JJ | AVG.  | Dif |
| --- | ---------------------- | -- | -- | -- | ----- | --- |
| 1.  | Indios de Cartagena    | 29 | 20 | 49 | 0.592 | --- |
| 2.  | Vaqueros de Montería   | 24 | 24 | 48 | 0.500 | 4,5 |
| 3.  | Rancheros de Sincelejo | 22 | 25 | 47 | 0.468 | 6,0 |
| 4.  | Torices de Cartagena   | 21 | 26 | 47 | 0.447 | 7,0 |

|  | Clasificado al play off final |
|  | Clasificados al pre-play off  |
|  | Eliminados.                   |

## Play Off Final
Se disputaron 6 juegos para definir el campeón.
| Pos | Equipo                 | JG | JP | JJ | AVG. | Dif |
| --- | ---------------------- | -- | -- | -- | ---- | --- |
| 1.  | Indios de Cartagena    | 4  | 1  | 5  | .800 | --- |
| 2.  | Rancheros de Sincelejo | 1  | 4  | 5  | .200 | 3   |

| Colombia                                   |
| Campeón Indios de Cartagena Séptimo título |

## Los mejores
| Stat                     | Jugador                | Total |
| ------------------------ | ---------------------- | ----- |
| Porcentaje de bateo (BA) | Luis Salazar (VAQ)     | .365  |
| Hits (H)                 | Luis Salazar (VAQ)     | 50    |
| Carrera impulsada (RBI)  | Manuel Lezcano (IND)   | 40    |
| Carrera anotada (R)      | Romualdo Delgado (VAQ) | 43    |
| Dobles (2B)              | Manuel Lezcano (IND)   | 14    |
| Triples (3B)             | Cesar Rivera (IND)     | 4     |
| Home run (HR)            | Carlos Acosta (VAQ)    | 10    |
| Robo de base (SB)        | Romualdo Delgado (VAQ) | 15    |

| Stat                 | Jugador                | Total         |
| -------------------- | ---------------------- | ------------- |
| Juegos ganados (GAN) | Sixto Bazoman (VAQ)    | 4W-1L (0.800) |
| Efectividad (ERA)    | Carlos Acosta (IND)    | 2.04          |
| Ponches (SO)         | Libardo Villalba (IND) | 79            |